# Hohenberg (Baixa Áustria)
Hohenberg é um município da Áustria localizado no distrito de Lilienfeld, no estado de Baixa Áustria.